# Naryn (città)
Naryn (in kirghiso Нарын?, Narın; in russo Нарын?) è una città del Kirghizistan, capoluogo della regione omonima.
L'insediamento è situato su entrambe le rive del Naryn (il quale scava una pittoresca gola).
In città è presente un museo regionale, un albergo e uno dei tre campus dell'università centro asiatica (fondata nel 2000).

## Clima

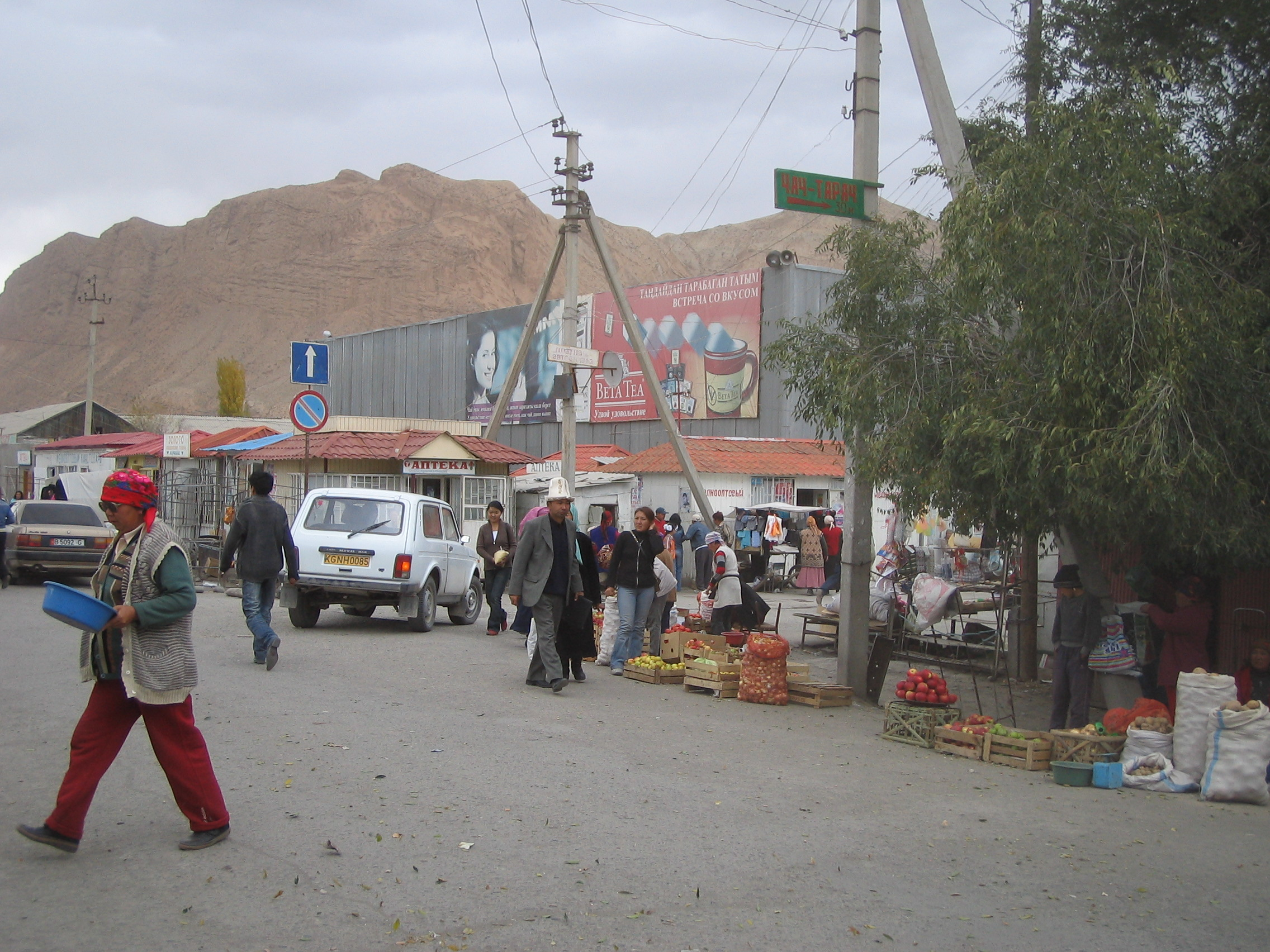
Il mercato cittadino

| Naryn (1991-2020) Fonte: | Mesi         | Mesi         | Mesi         | Mesi         | Mesi        | Mesi        | Mesi        | Mesi        | Mesi        | Mesi         | Mesi         | Mesi         | Stagioni | Stagioni | Stagioni | Stagioni | Anno  |
| Naryn (1991-2020) Fonte: | Gen          | Feb          | Mar          | Apr          | Mag         | Giu         | Lug         | Ago         | Set         | Ott          | Nov          | Dic          | Inv      | Pri      | Est      | Aut      | Anno  |
| ------------------------ | ------------ | ------------ | ------------ | ------------ | ----------- | ----------- | ----------- | ----------- | ----------- | ------------ | ------------ | ------------ | -------- | -------- | -------- | -------- | ----- |
| T. max. media (°C)       | −8,7         | −5,0         | 4,4          | 14,4         | 18,7        | 22,0        | 25,3        | 25,4        | 21,5        | 13,6         | 4,8          | −5,7         | −6,5     | 12,5     | 24,2     | 13,3     | 10,9  |
| T. media (°C)            | −14,8        | −11,0        | −1,1         | 8,1          | 12,1        | 15,2        | 17,8        | 17,7        | 13,8        | 6,4          | −1,5         | −11,4        | −12,4    | 6,4      | 16,9     | 6,2      | 4,3   |
| T. min. media (°C)       | −19,4        | −15,9        | −5,9         | 2,3          | 6,1         | 8,8         | 10,6        | 10,3        | 6,5         | 0,8          | −5,9         | −15,7        | −17,0    | 0,8      | 9,9      | 0,5      | −1,4  |
| T. max. assoluta (°C)    | 5,3 (2007)   | 9,1 (2010)   | 20,5 (2019)  | 29,5 (1971)  | 29,6 (1990) | 33,1 (1961) | 36,9 (1983) | 36,0 (1997) | 31,4 (1997) | 26,6 (1959)  | 19,0 (2017)  | 7,7 (2013)   | 9,1      | 29,6     | 36,9     | 31,4     | 36,9  |
| T. min. assoluta (°C)    | −37,9 (1936) | −38,0 (1929) | −27,6 (1915) | −15,5 (1943) | −5,7 (1929) | −1,0 (1983) | 0,6 (1996)  | 0,6 (1996)  | −7,4 (1962) | −14,9 (1987) | −29,2 (1954) | −35,4 (1935) | −38,0    | −27,6    | −1,0     | −29,2    | −38,0 |
| Precipitazioni (mm)      | 9            | 15           | 22           | 35           | 65          | 66          | 44          | 24          | 14          | 17           | 16           | 13           | 37       | 122      | 134      | 47       | 340   |